# Karl Moser
Karl Coelestin Moser (Baden, 10 agosto 1860 – Zurigo, 28 febbraio 1936) è stato un architetto svizzero.

(1928)

Fu uno dei primi esponenti dell'architettura razionalista in Svizzera. Nel 1888 si associa a Robert Curjel. Il loro studio ha sede a Karlsruhe e il sodalizio durerà fino al 1915. Assieme realizzano numerose opere fra cui: il museo d'arte di Zurigo (1904-1910), la chiesa di S. Pietro a Kiel in Germania (1905-1907), la nuova università di Zurigo (1907-1914), la chiesa luterana sulla Gottesauer Platz a Karlsruhe (1907), la stazione badese a Basilea (1906-1913). Quest'ultima, ormai dichiarata Monumento Storico, è stata dismessa e dovrebbe essere adibita a sede per manifestazioni culturali.

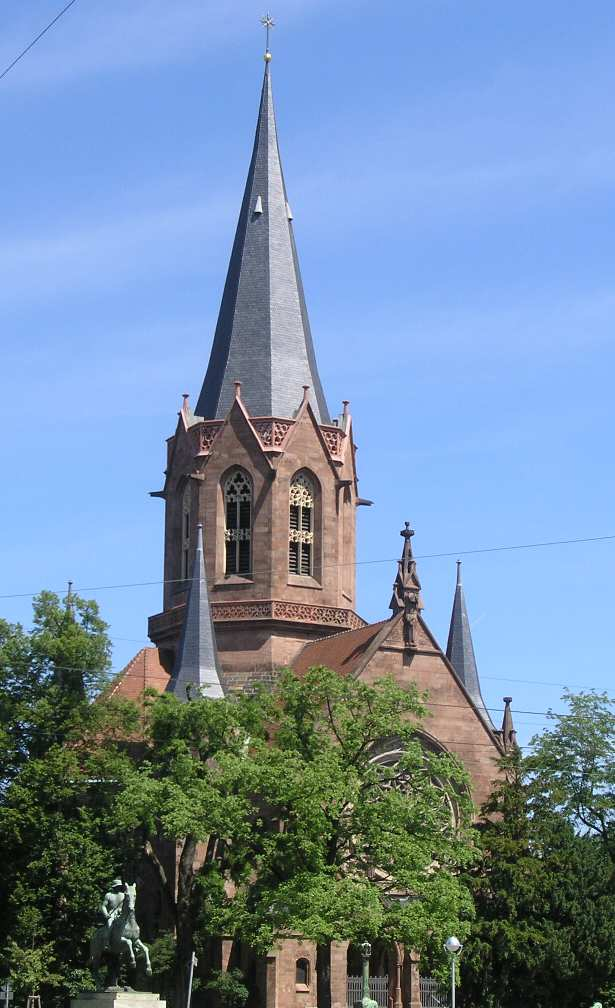
Karl Moser, Christuskirche a Karlsruhe

Fra le sue altre opere si possono citare: la chiesa cattolica di Sant'Antonio a Basilea, in calcestruzzo grezzo, tecnica poco usata all'epoca (1926-27); la chiesa di San Paolo a Lucerna, un ufficio postale a Baden, Svizzera (1931).
È stato inoltre il primo presidente dei CIAM. 
Ha insegnato al politecnico federale di Zurigo, dove oggi è conservato il suo archivio.

## Archivi
- Fondo presso ETH-GTA
- Generallandesarchiv, Karlsruhe